# Victoria Road
Victoria Road (lub inaczej London Borough of Barking & Dagenham Stadium) – stadion piłkarski położony w Dagenham (Anglia). Na co dzień gra tutaj klub Dagenham & Redbridge F.C. Może on pomieścić 6000 kibiców, z czego 2 200 stanowią miejsca siedzące..